# オックスフォード (企業)
オックスフォード（朝鮮語: 옥스포드、OXFORD）は大韓民国のブロック玩具ブランドである。本社は釜山広域市沙下区新平洞にある。

## 歴史
オックスフォードブロックは1961年、東進工業社として創業し、国際玩具とパパトイを経て、今日に至る。資金難で倒産したブロックメーカーの技術者を迎え入れて会社の規模を拡大してきた。

## 特徴
部品の形状やシリーズのコンセプトなどレゴを模倣する傾向がある。例えば「タウンシリーズ」は、「レゴシティ」を模倣して作られたものである。しかし、超小型ブロックで形態を表現するピクセルブロックや、レゴでは暴力的だという理由で発売していない戦争や軍人を題材にした「コブラ」、「ミリタリー」などの製品群でレゴと差別化した面を見せることもある。
レゴでは戦争や軍人を題材とした製品を作らないので、そうしたニッチ市場を攻略して作ったミリタリーシリーズが大きな人気を博し、売上の多くを占めている。また、大韓民国にしかない題材を扱った製品として、壬辰倭乱（文禄の役）シリーズ及び大韓民国国軍の内務班の風景を題材にしたブロック玩具も出ており、慶会楼、崇礼門などの韓国伝統文化を題材にした製品もある。
オックスフォードは、米国でクレオという商標で売られるトランスフォーマーのブロック玩具の部品を納品し、年間250億ウォンの売上を上げてもいる。韓国のアニメーションのトボットをフランチャイズした製品群もある。

## 法的な問題
オックスフォードやメガブロックなどレゴに類似した製品が売れる理由は、レゴの部品（ブリック）の特許が満了になったためである。つまりレゴと同じ部品およびそれを用いた玩具を作って売るのはどの国でも違法ではない。レゴはメガブロックとの訴訟はもちろん、オックスフォードとの訴訟でも満了した特許のために負けたことがある。 